# Symphonie no 27 de Michael Haydn
Pour les articles homonymes, voir Symphonie no 27.
La Symphonie no 27 en si bémol majeur, Perger 18, Sherman 27, MH 358, est une symphonie de Michael Haydn, composée le 12 mars 1784 à Salzbourg.

## Analyse de l'œuvre
Elle comporte trois mouvements :
1. Grave - Allegro con spirito
2. Andante
3. Presto

Durée de l'interprétation : environ 19 minutes.

## Instrumentation
La symphonie est écrite pour deux hautbois, deux bassons, deux cors, cordes.